# Дистрикт
Ди́стри́кт (лат. districtus) — адміністративна (або судова) одиниця, частина округу (циркулу) провінції, кантону тощо.
Дистрикти як адміністративно-територіальні одиниці існують у багатьох країнах світу: США (напр. округ, або дистрикт, Колумбія), Великій Британії (як судовий або виборчий округ), Австрії, Бангладеш, Шрі-Ланці, Панамі та інших. У Франції як частини департаментів вони існували лише з 1790 до 1800 року.
Дистрикти теж існували в Галичині (1772—1782 та 1941—1944 рр.), Російській імперії (1719—1726 рр.).

## Дистрикти в Україні

### У складі Австрійських держав
Наприкінці XVIII ст. внаслідок трьох поділів Речі Посполитої (1772, 1793, 1795 рр.) західноукраїнські землі потрапили до складу Габсбурзької та Російської імперій. 1772 року до складу монархії Габсбургів ввійшла майже вся територія Руського воєводства, а 1774 року — майже вся Буковина. Австрійський уряд утворив на захоплених територіях Коронний край (землю) — Королівство Галичини та Володимирії з центром у Львові. Територія королівства поділялась на округи і дистрикти, кількість яких змінювалась. Так, до 1782 року існувало 6 округів (крайсів, циркулів) і 59 дистриктів.
| Львівська губернія в 1773—1775 роках               | Львівська губернія в 1773—1775 роках | Львівська губернія в 1773—1775 роках    | Львівська губернія в 1773—1775 роках                                          | Львівська губернія в 1773—1775 роках | Львівська губернія в 1773—1775 роках   |
| Округ: Львів                                       | Округ: Галич                         | Округ: Белз (центр: Замостя)            | Округ: Самбір                                                                 | Округ: Величка                       | Округ: Пільзно (центр: Ряшів)          |
| -------------------------------------------------- | ------------------------------------ | --------------------------------------- | ----------------------------------------------------------------------------- | ------------------------------------ | -------------------------------------- |
| Дистрикт: Бібрка                                   | Дистрикт: Буданів                    | Дистрикт: Ґорай                         | Дистрикт: Бісковичі                                                           | Дистрикт: Біла                       | Дистрикт: Баранув                      |
| Дистрикт: Броди I                                  | Дистрикт: Чортків                    | Дистрикт: Грубешів                      | Дистрикт: Дрогобич                                                            | Дистрикт: Бохня                      | Дистрикт: Беч                          |
| Дистрикт: Броди II                                 | Дистрикт: Делятин                    | Дистрикт: Любачів                       | Дистрикт: Дубецько                                                            | Дистрикт: Дембно                     | Дистрикт: Домброва                     |
| Дистрикт: Бережани                                 | Дистрикт: Долина                     | Дистрикт: Лащів                         | Дистрикт: Ярослав                                                             | Дистрикт: Йорданув                   | Дистрикт: Дукля                        |
| Дистрикт: Городок                                  | Дистрикт: Галич                      | Дистрикт: Угнів                         | Дистрикт: Лісько                                                              | Дистрикт: Мислениці                  | Дистрикт: Кольбушова                   |
| Дистрикт: Рава                                     | Дистрикт: Косів                      | Дистрикт: Улянув                        | Дистрикт: Перемишль                                                           | Дистрикт: Новий Сонч                 | Дистрикт: Коросно                      |
| Дистрикт: Теребовля                                | Дистрикт: Монастириська              | Дистрикт: Вількув                       | Дистрикт: Сянок                                                               | Дистрикт: Новий Торг                 | Дистрикт: Ланьцут                      |
| Дистрикт: Зборів                                   | Дистрикт: Надвірна                   | Дистрикт: Замостя                       | Дистрикт: Стрий                                                               | Дистрикт: Величка                    | Дистрикт: Пільзно                      |
| Дистрикт: Золочів                                  | Дистрикт: Снятин                     |                                         | ??                                                                            | Дистрикт: Живець                     | Дистрикт: Переворськ                   |
| Дистрикт: Жовква                                   | Дистрикт: Тлумач                     |                                         | ??                                                                            |                                      | Дистрикт: Сендзішув                    |
|                                                    | Дистрикт: Тисмениця                  |                                         |                                                                               |                                      |                                        |
|                                                    | Дистрикт: Уторопи                    |                                         |                                                                               |                                      |                                        |
|                                                    | Дистрикт: Жидачів                    |                                         |                                                                               |                                      |                                        |
| Львівська губернія в 1775—1782 роках               |                                      |                                         |                                                                               |                                      |                                        |
| Округ: Львів                                       | Округ: Станіслав                     | Округ: Белз (центр: Замостя)            | Округ: Самбір                                                                 | Округ: Казімеж                       | Округ: Пільзно (центр: Ряшів)          |
| Дистрикт: Броди                                    | Дистрикт: Галич                      | Дистрикт: Білґорай                      | Дистрикт: Дрогобич                                                            | Дистрикт: Новий Сонч                 | Дистрикт: Коросно                      |
| Дистрикт: Бережани                                 | Дистрикт: Коломия                    | Дистрикт: Сокаль                        | Дистрикт: Лісько                                                              | Дистрикт: Вишнич                     | Дистрикт: Лежайськ                     |
| Дистрикт: Жовква                                   | Дистрикт: Тисмениця                  | Дистрикт: Замостя                       | Дистрикт: Перемишль                                                           | Дистрикт: Затор                      | Дистрикт: Тарнів                       |
|                                                    | Дистрикт: Заліщики                   |                                         |                                                                               |                                      |                                        |
| Львівська губернія в 1782—1819 роках               |                                      |                                         |                                                                               |                                      |                                        |
| Округ: Белз (Жовква з 25 XI 1783)                  | Округ: Броди                         | Округ: Бохня                            | Округ: Дукля (Ясло з 1791)                                                    | Округ: Галич (Долина з 25 XI 1783)   | Округ: Сянок                           |
| Округ: Львів                                       | Округ: Мислениці (Вадовиці з 1819)   | Округ: Новий Сонч                       | Округ: Перемишль                                                              | Округ: Ряшів                         | Округ: Самбір                          |
| Округ: Станіслав                                   | Округ: Тарнів                        | Округ: Томашів (Тернопіль з 25 XI 1783) | Округ: Заліщики (з 1816 назва змінена на Чортківський округ без зміни центру) | Округ: Замостя                       | Округ: Золочів (Бережани з 25 XI 1783) |
| Циркули приєднані з Західною Галичиною (1803—1809) |                                      |                                         |                                                                               |                                      |                                        |
| Округ: Біла Підляська (Більський циркул)           | Округ: Кельці                        | Округ: Конське (Конецький циркул)       | Округ: Краків                                                                 | Округ: Люблін                        | Округ: Сандомир                        |

### Під Російською імперією
У тій частині України, яка входила до складу Російської імперії (центральна і східна Україна), дистрикти існували як частини провінцій з 1719 до 1726 року. Російський уряд запровадив цю територіальну одиницю за зразком шведського гераду — округу, що об'єднував приблизно 1000 і більше дворів сільського населення. Керував дистриктом земський комісар. У 1727 році всі дистрикти були перейменовані на повіти (рос. уезд), однак переважно зберегли свій поділ.

### Під нацистською окупацією
На території Західної України, загарбаної нацистською Німеччиною в 1941 році, було створено Дистрикт Галичина, який входив до складу Генеральної губернії Польща. Дистрикт Галичина проіснував до 1944 року, до часу, коли радянська Червона армія витіснила німецькі війська на територію Польщі.

## Дистрикти Панами
Панама розділена на 79 дистриктів. Комарка Ґуна-Яла не має дистриктів.
Влада дистриктів має автономію для вирішення питань внутрішнього економічного розвитку, їм також гарантуються самостійні джерела фінансування. Дистрикти управляються радою, що складається з усіх Корреґідоро (обраних представників адміністративно-територіальних одиниць нижчого рівня — Корреґіменто). У разі якщо корреґідорів менше п'яти, то відсутні обираються на прямих виборах за пропорційною системою терміном на п'ять років. Рада обирає зі свого складу голову і його заступника. Також на прямих виборах терміном на п'ять років обираються мери і два його заступника, які представляють в раду проєкт річного бюджету дистрикту і призначають суддів. Скарбник та службовці дистрикту (синдики) призначаються радою.

## Дистрикти Індії
В Індії дистрикти (англ. Districts of India) — адміністративно-територіальні одиниці другого порядку, входять до складу штатів або союзних територій. Дистрикти за своїм статусом аналогічні округам в США.
Кількість округів в індійських штатах коливається від 2 — Гоа до 70 — Уттар-Прадеші, в союзних територіях — до 9 (в Делі). 4 союзні території складаються з одного дистрикта.
Більшість дистриктів мають назви своїх адміністративних центрів.